# Bloomfield, Quận Waushara, Wisconsin
Bloomfield là một thị trấn thuộc quận Waushara, tiểu bang Wisconsin, Hoa Kỳ. Năm 2010, dân số của thị trấn này là 1.033 người.